# Doftljus

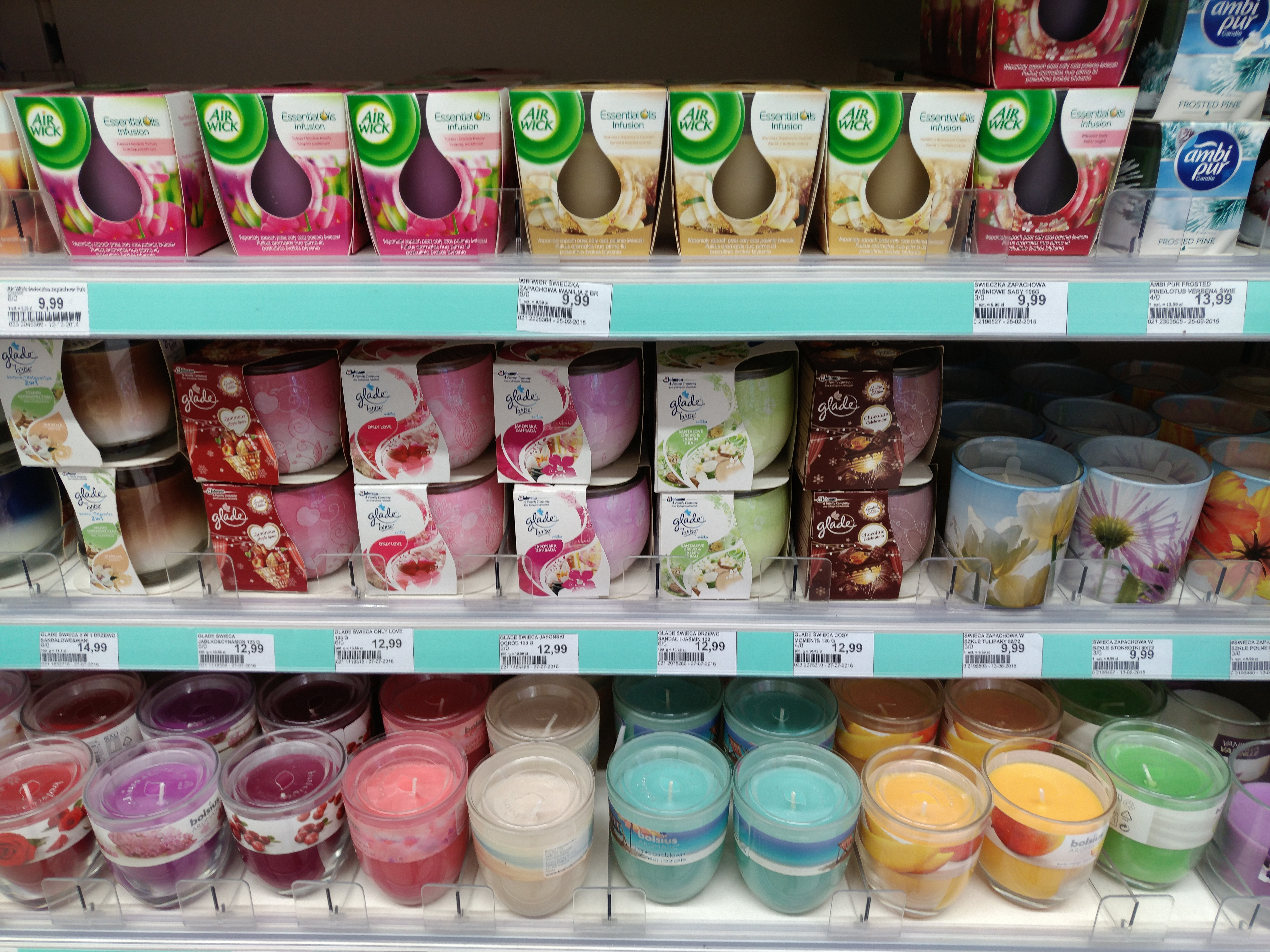
Doftljus i en butik.

Ett doftljus är en typ av levande ljus som innehåller parfym för att sprida en behaglig lukt i rummet där det brinner. 
Doftljus har funnits i cirka 2 000 år, vilket är lika länge som levande ljus har funnits. I början användes tillsatta ämnen för att få bort lukten av animaliska produkter och talg som användes vid produktion av ljus. Sedan 1990-talet har intresset växt och är idag större än någonsin.
Vanliga dofter är vanilj, lavendel och citrus, men ljus förekommer också i andra ovanligare dofter. Doftljus säljs i huvudsak i inredningsbutiker och finns i allt ifrån värmeljusformen till runda, cylinderformade och allsköns olika utföranden. Doftljus är känsliga för temperatur och solljus, som kan orsaka att ljusen bleks, smälter och spricker.